# Motomondiale 1958
La stagione 1958 è stata la decima del Motomondiale; rispetto al calendario dell'anno precedente il numero delle prove disputate è salito a 7 con l'introduzione del nuovo Gran Premio motociclistico di Svezia. Tutti i gran premi si disputarono in Europa e le gare si svolsero nell'arco di poco più di tre mesi, tra il 2 giugno e il 14 settembre.

## Il contesto
Nessuna modifica venne introdotta per quanto riguarda i punti assegnati nei singoli GP, cambiò però la regolamentazione degli scarti per la classifica finale: vennero considerati validi la metà più uno dei risultati ottenuti con arrotondamento in difetto nel caso di un numero di prove dispari; il numero minimo di risultati fu anche fissato a 3.
Con il ritiro di Gilera, Moto Guzzi e Mondial, nonché lo scarso sviluppo dei modelli delle case motociclistiche britanniche, la MV Agusta fu libera di spadroneggiare in tutte le classi (sidecar esclusi, dominati dall'equipaggio BMW Schneider-Strauß), incontrando una resistenza scarsa in 350 e 500, classi nelle quali John Surtees riuscì facilmente a guadagnare il titolo.
In 125 invece fu più dura la concorrenza della Ducati desmodromica che a Monza riuscì a piazzare cinque piloti (nell'ordine, Spaggiari, Gandossi, Villa, Dave Chadwick e Taveri) ai primi cinque posti.

## Il calendario
| Data         | Gran Premio      | Circuito         | Vincitore 500 | Vincitore 350 | Vincitore 250     | Vincitore 125    | Vincitore sidecar              | Resoconto |
| ------------ | ---------------- | ---------------- | ------------- | ------------- | ----------------- | ---------------- | ------------------------------ | --------- |
| 2 giugno     | Tourist Trophy   | Mountain Circuit | John Surtees  | John Surtees  | Tarquinio Provini | Carlo Ubbiali    | Walter Schneider Hans Strauß   | Resoconto |
| 28 giugno    | GP d'Olanda      | Assen            | John Surtees  | John Surtees  | Tarquinio Provini | Carlo Ubbiali    | Florian Camathias Hilmar Cecco | Resoconto |
| 6 luglio     | GP del Belgio    | Spa              | John Surtees  | John Surtees  |                   | Alberto Gandossi | Walter Schneider Hans Strauß   | Resoconto |
| 20 luglio    | GP di Germania   | Nürburgring      | John Surtees  | John Surtees  | Tarquinio Provini | Carlo Ubbiali    | Walter Schneider Hans Strauß   | Resoconto |
| 27 luglio    | GP di Svezia     | Hedemora         | Geoff Duke    | Geoff Duke    | Horst Fügner      | Alberto Gandossi |                                | Resoconto |
| 9 agosto     | GP dell'Ulster   | Dundrod          | John Surtees  | John Surtees  | Tarquinio Provini | Carlo Ubbiali    |                                | Resoconto |
| 14 settembre | GP delle Nazioni | Monza            | John Surtees  | John Surtees  | Emilio Mendogni   | Bruno Spaggiari  |                                | Resoconto |

## Sistema di punteggio e legenda
| Pos.  | 1 | 2 | 3 | 4 | 5 | 6 | 7> |
| ----- | - | - | - | - | - | - | -- |
| Punti | 8 | 6 | 4 | 3 | 2 | 1 | 0  |

## Le classi

### Classe 500
| Pos. | Costruttore | Punti |
| ---- | ----------- | ----- |
| 1    | MV Agusta   | 32    |
| 2    | Norton      | 26    |
| 3    | BMW         | 15    |

Tra le marche motociclistiche, si registrò il ritiro della AJS. A causa anche del ritiro di buona parte delle squadre ufficiali italiane, si ridusse di molto il numero dei partecipanti ai vari gran premi, in special modo non furono molti i piloti che presero parte continuativamente al campionato mondiale ma molti si limitavano a gareggiare solo nel gran premio della loro nazione.
John Surtees ottenne la vittoria, corredata del giro più veloce, in tutte le prove in cui prese la partenza e conquistò matematicamente il titolo iridato con diverse gare di anticipo sul termine della stagione, seguito in classifica dal compagno di squadra John Hartle.
Durante una gara fuori calendario si registrò anche la scomparsa in un incidente di Keith Campbell, detentore del titolo iridato delle 350 nel motomondiale 1957, che, passato alla guida di una Norton dopo il ritiro della Moto Guzzi, si stava dimostrando uno dei migliori piloti privati in pista e aveva ottenuto già 3 podi nelle prime gare dell'anno.

Classifica piloti (prime 5 posizioni)
| Pos. | Pilota        | Moto         |     |     |   |     |   |   |     | P.ti    |
| ---- | ------------- | ------------ | --- | --- | - | --- | - | - | --- | ------- |
| 1    | John Surtees  | MV Agusta    | 1   | 1   | 1 | 1   |   | 1 | 1   | 32 (48) |
| 2    | John Hartle   | MV Agusta    | Rit | 2   | 3 | 2   |   | 3 | Rit | 20      |
| 3    | Geoffrey Duke | BMW e Norton | Rit | Rit | 4 | Rit | 1 | 5 | 7   | 13      |
| 4    | Dickie Dale   | BMW          | 10  | 5   | 5 | 5   | 2 | 6 | 4   | 13 (16) |
| 5    | Derek Minter  | Norton       | 4   | 3   |   |     |   | 4 |     | 10      |
| Pos. | Pilota        | Moto         |     |     |   |     |   |   |     | P.ti    |

| Legenda                                                                        | 1º posto        | 2º posto        | 3º posto | A punti      | Senza punti        | Grassetto=Pole position Corsivo=Giro più veloce |
| Legenda                                                                        | Gara non valida | Non qualificato | Ritirato | Squalificato | "-" Dato non disp. | Grassetto=Pole position Corsivo=Giro più veloce |
| Fonte dei dati: motogp.com, racingmemo.free.fr, autosport.com, jumpingjack.nl. |                 |                 |          |              |                    |                                                 |

### Classe 350
| Pos. | Costruttore | Punti |
| ---- | ----------- | ----- |
| 1    | MV Agusta   | 32    |
| 2    | Norton      | 22    |
| 3    | AJS         | 1     |

Ancor più che nella classe regina, il dominio delle due MV Agusta fu ancor più netto nella 350: Surtees ottenne 6 vittorie in 6 partecipazioni (sempre anche con il giro più veloce) e in 5 di queste fu seguito dal compagno di squadra Hartle.
Altre similitudini con la categoria superiore furono che la vittoria nel Gran Premio motociclistico di Svezia arrise in entrambe le occasioni al britannico Geoff Duke e, sempre lo stesso pilota ottenne il terzo posto finale in classifica generale in entrambe le classi.

Classifica piloti (prime 5 posizioni)
| Pos. | Pilota        | Moto      |     |   |   |   |   |   |   | P.ti    |
| ---- | ------------- | --------- | --- | - | - | - | - | - | - | ------- |
| 1    | John Surtees  | MV Agusta | 1   | 1 | 1 | 1 | - | 1 | 1 | 32 (48) |
| 2    | John Hartle   | MV Agusta | Rit | 2 | 2 | 2 | - | 2 | 2 | 24 (30) |
| 3    | Geoffrey Duke | Norton    | Rit | - | 5 | - | 1 | 4 | 3 | 17      |
| 4    | Dave Chadwick | Norton    | 2   | - | 6 | 3 | - | - | 5 | 13      |
| 5    | Bob Anderson  | Norton    |     | - | - | 5 | 2 | - | 4 | 11      |
| Pos. | Pilota        | Moto      |     |   |   |   |   |   |   | P.ti    |

| Legenda                                                                        | 1º posto        | 2º posto        | 3º posto | A punti      | Senza punti        | Grassetto=Pole position Corsivo=Giro più veloce |
| Legenda                                                                        | Gara non valida | Non qualificato | Ritirato | Squalificato | "-" Dato non disp. | Grassetto=Pole position Corsivo=Giro più veloce |
| Fonte dei dati: motogp.com, racingmemo.free.fr, autosport.com, jumpingjack.nl. |                 |                 |          |              |                    |                                                 |

### Classe 250
| Pos. | Costruttore | Punti |
| ---- | ----------- | ----- |
| 1    | MV Agusta   | 32    |
| 2    | NSU         | 19    |
| 3    | MZ          | 17    |
| 4    | Adler       | 14    |
| 5    | Moto Morini | 8     |
| 6    | GMS         | 4     |
| 7    | FB Mondial  | 2     |
| 8    | ČZ          | 1     |
| 9    | DKW         | 1     |

Il titolo della quarto di litro fu appannaggio di Tarquinio Provini che si aggiudicò 4 delle 6 prove disputate (la 250 non venne disputata nel Gran Premio motociclistico del Belgio) e doppiò i punti dei piloti classificatisi al secondo e terzo posto, Horst Fügner e Carlo Ubbiali.
Da segnalare in questa classe il primo successo della MZ, al GP di Svezia e il vittorioso debutto della Moto Morini 250 Bialbero a Monza, con Emilio Mendogni e Gianpiero Zubani che conquistarono il primo e secondo posto.

Classifica piloti (prime 5 posizioni)
| Pos. | Pilota            | Moto      |   |   |    |     |   |     |     | P.ti |
| ---- | ----------------- | --------- | - | - | -- | --- | - | --- | --- | ---- |
| 1    | Tarquinio Provini | MV Agusta | 1 | 1 | NE | 1   | 9 | 1   | Rit | 32   |
| 2    | Horst Fügner      | MZ        |   | 8 | NE | 2   | 1 | 5   | -   | 16   |
| 3    | Carlo Ubbiali     | MV Agusta | 2 | 2 | NE | Rit | - | Rit | 3   | 16   |
| 4    | Mike Hailwood     | NSU       | 3 | 4 | NE | -   | 2 | -   | -   | 13   |
| 5    | Dieter Falk       | Adler     | 5 | 3 | NE | 3   | - | -   | 6   | 11   |
| Pos. | Pilota            | Moto      |   |   |    |     |   |     |     | P.ti |

| Legenda                                                                        | 1º posto        | 2º posto        | 3º posto | A punti      | Senza punti        | Grassetto=Pole position Corsivo=Giro più veloce |
| Legenda                                                                        | Gara non valida | Non qualificato | Ritirato | Squalificato | "-" Dato non disp. | Grassetto=Pole position Corsivo=Giro più veloce |
| Fonte dei dati: motogp.com, racingmemo.free.fr, autosport.com, jumpingjack.nl. |                 |                 |          |              |                    |                                                 |

### Classe 125
| Pos. | Costruttore | Punti |
| ---- | ----------- | ----- |
| 1    | MV Agusta   | 32    |
| 2    | Ducati      | 30    |
| 3    | MZ          | 10    |
| 4    | FB Mondial  | 1     |

Anche nella classe di minor cilindrata, disputatasi in tutti i gran premi in calendario, la MV Agusta ottenne il titolo con Carlo Ubbiali (già terzo in classe 250); il pilota ottenne anche la vittoria in 4 prove su 7.

Classifica piloti (prime 5 posizioni)
| Pos. | Pilota            | Moto      |     |   |   |     |   |   |     | P.ti    |
| ---- | ----------------- | --------- | --- | - | - | --- | - | - | --- | ------- |
| 1    | Carlo Ubbiali     | MV Agusta | 1   | 1 | 5 | 1   | 3 | 1 | Rit | 32 (38) |
| 2    | Alberto Gandossi  | Ducati    |     | 4 | 1 | Rit | 1 | 4 | 2   | 25 (28) |
| 3    | Luigi Taveri      | Ducati    | Rit | 2 | 6 | Rit | 2 | 2 | 5   | 20 (21) |
| 4    | Tarquinio Provini | MV Agusta | Rit | 3 | 3 | 2   | 4 | - | Rit | 17      |
| 5    | Dave Chadwick     | Ducati    | 3   | 5 | 4 | -   | - | 3 | 4   | 14 (16) |
| Pos. | Pilota            | Moto      |     |   |   |     |   |   |     | P.ti    |

| Legenda                                                                        | 1º posto        | 2º posto        | 3º posto | A punti      | Senza punti        | Grassetto=Pole position Corsivo=Giro più veloce |
| Legenda                                                                        | Gara non valida | Non qualificato | Ritirato | Squalificato | "-" Dato non disp. | Grassetto=Pole position Corsivo=Giro più veloce |
| Fonte dei dati: motogp.com, racingmemo.free.fr, autosport.com, jumpingjack.nl. |                 |                 |          |              |                    |                                                 |

### Classe sidecar
| Pos. | Costruttore | Punti |
| ---- | ----------- | ----- |
| 1    | BMW         | 24    |
| 2    | Norton      | 10    |

La stagione delle motocarrozzette fu molto più breve rispetto alle altre categorie essendo disputata solamente nelle prime 4 occasioni; la lotta per il titolo fu un affare privato tra piloti BMW che occuparono le tre prime posizioni finali. Il titolo fu dell'equipaggio Walter Schneider/Hans Strauß che si aggiudicò 3 prove su 4.

Classifica equipaggi (prime 5 posizioni)
| Pos. | Pilota                       | Moto   |     |   |   |   |    |    |    | P.ti    |
| ---- | ---------------------------- | ------ | --- | - | - | - | -- | -- | -- | ------- |
| 1    | Walter Schneider/Hans Strauß | BMW    | 1   | 2 | 1 | 1 | NE | NE | NE | 24 (30) |
| 2    | Camathias/Cecco              | BMW    | 2   | 1 | 2 | 2 | NE | NE | NE | 20 (26) |
| 3    | Helmut Fath/Fritz Rudolf     | BMW    | Rit | 3 | 3 | - | NE | NE | NE | 8       |
| 4    | Jackie Beeton/Eddie Bulgin   | Norton | 3   | - | 5 | - | NE | NE | NE | 6       |
| 5    | Cyril Smith/Eric Bliss       | Norton | Rit | 4 | 4 | - | NE | NE | NE | 6       |
| Pos. | Pilota                       | Moto   |     |   |   |   |    |    |    | P.ti    |

| Legenda                                                                        | 1º posto        | 2º posto        | 3º posto | A punti      | Senza punti        | Grassetto=Pole position Corsivo=Giro più veloce |
| Legenda                                                                        | Gara non valida | Non qualificato | Ritirato | Squalificato | "-" Dato non disp. | Grassetto=Pole position Corsivo=Giro più veloce |
| Fonte dei dati: motogp.com, racingmemo.free.fr, autosport.com, jumpingjack.nl. |                 |                 |          |              |                    |                                                 |